# Frankdicksonita
La frankdicksonita és un mineral de la classe dels halurs. Anomenada pel mineralogista Frank W. Dickson. Un sinònim del seu nom és el codi IMA IMA1974-015.

## Característiques
La frankdicksonita és un halur de fórmula química BaF₂. Cristal·litza en el sistema isomètric. La seva duresa a l'escala de Mohs és 3.
Segons la classificació de Nickel-Strunz es troba classificada al grup 3.AB. (Halurs simples sense aigua). Comparteix grup amb els següents minerals: Fluorocronita, tolbachita, Sel·laïta, Cloromagnesita, coccinita, Scacchita, Fluorita, lawrencita, Strontiofluorita, Tveitita-(Y), Gagarinita-(Y), Gagarinita-(Ce) i Polezhaevaïta-(Ce).

## Formació i jaciments
Ha estat descrit només a la seva localitat tipus, tot presentant un origen hidrotermal, encasellada en vetes de quars tallant un dipòsit d'or en calcàries silicificades i riques en arsènic.